# Wab jezik
Wab jezik (som; ISO 639-3: wab) austronezijski jezik uže sjevernonovogvinejske skupine, kojim govori svega 120 osoba (2000 S. Wurm) u selima Wab i Saui u Papui Novoj Gvineji na poluotoku Huon, provincija Madang
Jedan je od tri astrolabska jezika, srodan jezicima awad bing [bcu] i mindiri [mpn].

## Vanjske poveznice
- Ethnologue (14th)
- Ethnologue (15th)